# Henryk Skorupko
Henryk Skorupko (ur. 8 czerwca 1898 w Jędrzejowie, zm. 2 kwietnia 1920 w bitwie pod Rochaczewcami na Wołyniu) – podchorąży Legionów Polskich i Wojska Polskiego II RP. Uczestnik I wojny światowej i wojny polsko-bolszewickiej. Kawaler Orderu Virtuti Militari

## Życiorys
Urodził się 8 czerwca 1898 w Jędrzejowie w rodzinie Piotra i Agaty z d. Witkowska. Podczas nauki w gimnazjum wstąpił do Legionów Polskich. Żołnierz w I Brygadzie i II Brygadzie Legionów Polskich. Od listopada 1918 już w odrodzonym Wojsku Polskim w szeregach 8 kompanii 25 pułku piechoty z którym brał udział w walkach na froncie wojny polsko-bolszewickiej.
„Za męstwo okazane w walkach pod Rochaczewcami (Fr. Wołyński) gdzie poległ pośmiertnie odznaczony Orderem Virtuti Militari”.

## Ordery i odznaczenia
- Krzyż Srebrny Orderu Wojskowego Virtuti Militari nr 5800[1][2]